# Angaropsychops turgensis
Angaropsychops turgensis là một loài côn trùng trong họ Psychopsidae thuộc bộ Neuroptera. Loài này được Martynova miêu tả năm 1949.